# 루융
루융(중국어 간체자: 陆永, 정체자: 陸永, 병음: Lù Yǒng, 한자음: 육영, 1986년 1월 1일~)은 중화인민공화국의 역도 선수이다. 2008년 하계 올림픽 남자 라이트헤비급에서 금메달을 획득했다.

## 경력
류저우시에서 둥족계 가정에서 태어난 루융은 1998년에 류저우시 소재의 체육 학교에 입학하여 역도를 훈련받았다. 이후 2004년에 광시 자치구 역도단에 입단했으며, 이듬해인 2005년에 국가대표로 발탁되었다. 첫 국제 대회인 2005년에 카타르 도하에서 열린  2005년 세계 선수권 대회 85kg 부문에서 은메달을 획득했다. 
2007년 세계 선수권 대회에서는 경기 도중 염좌로 인한 부상으로 인해 6위에 머물렀다. 그는 85kg 부문에서 본선 진출 자격을 얻었고, 2008년 하계 올림픽때 금메달을 획득했다.

## 같이 보기
- 2012년 하계 올림픽 중국 선수단